# Werner Becher
Werner Becher (*12 de agosto de 1972) é um político e patrão austríaco.
Desde 2008 que Werner Becher é o líder do Foro Liberal.